# جنگ چهارم
جنگ چهارم محصول ۱۹۹۰ به کارگردانی جان فرانکن هایمر است که در اواخر دهه ۱۹۸۰ در برلین تهیه شده‌است. عنوان فیلم از گفته مشهور اینشتین نشات می‌گیرد: «من نمی‌توانم پیش بینی کنم که در سومین جنگ جهانی چگونه مبارزه می‌کنند یا با چه چیزی اما می‌توانم پیش بینی کنم که چهارمین جنگ جهانی با سنگ و چماق ادامه می بابد.»

## داستان فیلم
در طی جنگ سرد، دو سرهنگ ارتش، یکی آمریکایی و دیگری روس، نراع شخصی خود را تا مرزهای آلمان و چک اسلواکی ادامه می‌دهند. به طوری که به تدریج دشمنی این دو سرهنگ به نسبت ترسناکی بالا می‌گیرد و فرمان‌های تهدید به درگیریهای مسلحانه تمام عیار آنها تا مرحله جنگ زودهنگامی پیش می‌رود.

## بازیگران
- روی شایدر … کلنل جک نولز
- یورگن پروچنو … کلنل ولاشف
- تیم رید … کلنل کلارک
- لارا هریس … الینا
- هری دین استنتون … ژنرال هک‌ورث
- داله دای … گروهبان